# Dúplex (vivienda)

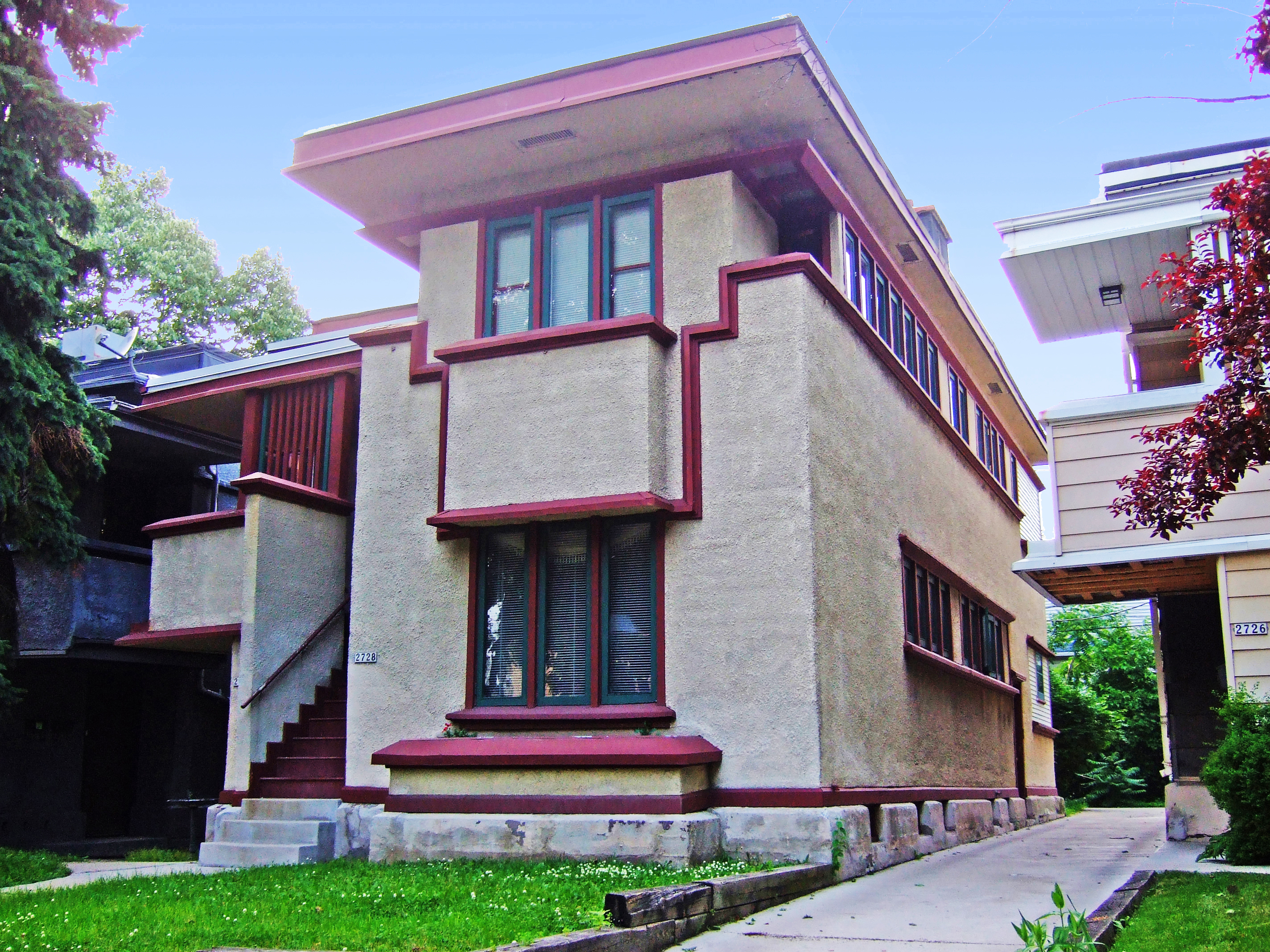
Dúplex en Milwaukee.

Un Dúplex, o Agrupación, es una finca enlazada con otra sobre un mismo plano en paralelo, quedando éstas unidas, por una pared según la LPH (Ley de Propiedad Horizontal)
En Europa y en España, la operación de realizar en altura la edificación de una segunda planta sobre la primera vivienda original, habiendo sido unidas por una escalera interior, se les denomina "Ampliación".
Pudiéndose llegar a conformar un conjunto máximo de "X" plantas en altura, según dicten las ordenanzas municipales de un ayuntamiento, y siempre teniendo en cuenta el tipo de construcción y la morfología del terreno donde se haye la primera planta original. 
Los apartamentos - viviendas Triplex o  Quadruplex, Quadruplex (también llamados Fourplex), se refiere a que el conjunto edificado lo conforman hasta 3 o cuatro ampliaciones conectadas de manera interna o externa en vertical y conectadas mediante escalera u otro elemento mecánico. 
De modo semejante, un triple apartamento se refiere a un apartamento extendido sobre tres pisos. Este tipo de propiedades son las más caras de Manhattan desde 2006, según la revista Forbes.